# 헤르초겐부흐제역
헤르초겐부흐제역(독일어: Bahnhof Herzogenbuchsee)은 스위스 베른주 헤르초겐부흐제 지자체에 있는 기차역이다. 스위스 연방 철도의 표준궤 올텐-베른선의 중간 정류장이다.

## 운행편
다음 서비스는 헤르초겐부흐제에서 정차한다.
- 인터레기오 : 올텐과 베른 사이를 30분 간격으로 운행하고, 취리히 중앙역을 경유하여 올텐에서 쿠어까지 매시간 운행한다.